# Rörsvingel
Rörsvingel (Latinskt namn: Festuca arundinacea) är en växtart inom inom familjen Gräs. Kallas i Danmark för strandsvingel vilket antagligen kommer av att artens naturliga växtplats är grusiga och steniga stränder vid Östersjön.
Rörsvingel är ett högväxt gräs som växer i stora kraftiga tuvor. De grova och styva stråna kan bli upp till en och en halv meter höga. Vipporna är mycket stora med långa hängande vippgrenar.
Rörsvingel är en gammal foderväxt som efter ett längre uppehåll börjar förekomma i svenska vallblandningar igen. Arten ersätter ängssvingel och har en fenomenal grönmassetillväxt på mellan 10 och 15 ton per hektar.
- Wikimedia Commons har media som rör Rörsvingel.